# Seznam dílů seriálu Please Like Me
Toto je seznam dílů seriálu Please Like Me. Australskou televizní komedii Please Like Me vysílala televize ABC premiérově od 28. února do 28. března 2013. Po první šestidílné sérii následovaly do roku 2016 další čtyři řady.

## Přehled řad
| Řada | Díly | Premiéra v Austrálii | Premiéra v Austrálii |
| Řada | Díly | První díl            | Poslední díl         |
| ---- | ---- | -------------------- | -------------------- |
| 1    | 6    | 28. února 2013       | 28. března 2013      |
| 2    | 10   | 12. srpna 2014       | 14. října 2014       |
| 3    | 10   | 15. října 2015       | 17. prosince 2015    |
| 4    | 6    | 9. listopadu 2016    | 14. prosince 2016    |

## Seznam dílů

### První řada (2013)
| Č. v seriálu | Č. v řadě | Původní název            | Režie           | Scénář      | Australská premiéra | Sledovanost v Austrálii |
| ------------ | --------- | ------------------------ | --------------- | ----------- | ------------------- | ----------------------- |
| 1            | 1         | Rhubarb and Custard      | Matthew Saville | Josh Thomas | 28. února 2013      | 176 000                 |
| 2            | 2         | French Toast             | Matthew Saville | Josh Thomas | 28. února 2013      | 176 000                 |
| 3            | 3         | Portuguese Custard Tarts | Matthew Saville | Josh Thomas | 7. března 2013      | 178 000                 |
| 4            | 4         | All You Can Eat          | Matthew Saville | Josh Thomas | 14. března 2013     | nehodnoceno             |
| 5            | 5         | Spanish Eggs             | Matthew Saville | Josh Thomas | 21. března 2013     | nehodnoceno             |
| 6            | 6         | Horrible Sandwiches      | Matthew Saville | Josh Thomas | 28. března 2013     | nehodnoceno             |

### Druhá řada (2014)
| Č. v seriálu | Č. v řadě | Původní název           | Režie           | Scénář                    | Australská premiéra | Sledovanost v Austrálii |
| ------------ | --------- | ----------------------- | --------------- | ------------------------- | ------------------- | ----------------------- |
| 7            | 1         | Milk                    | Matthew Saville | Josh Thomas               | 12. srpna 2014      | 103 000                 |
| 8            | 2         | Ham                     | Matthew Saville | Josh Thomas               | 19. srpna 2014      | 74 000                  |
| 9            | 3         | Parmigiana              | Matthew Saville | Josh Thomas               | 26. srpna 2014      | 64 000                  |
| 10           | 4         | Gang Keow Wan           | Matthew Saville | Josh Thomas a Thomas Ward | 2. září 2014        | 65 000                  |
| 11           | 5         | Sausage Sizzle          | Matthew Saville | Josh Thomas a Liz Doran   | 9. září 2014        | 57 000                  |
| 12           | 6         | Lapin La Cocotte        | Matthew Saville | Josh Thomas a Thomas Ward | 16. září 2014       | 64 000                  |
| 13           | 7         | Scroggin                | Matthew Saville | Josh Thomas               | 23. září 2014       | 62 000                  |
| 14           | 8         | Truffled Mac and Cheese | Matthew Saville | Josh Thomas a Thomas Ward | 30. září 2014       | 48 000                  |
| 15           | 9         | Skinny Latte            | Matthew Saville | Josh Thomas a Liz Doran   | 7. října 2014       | 82 000                  |
| 16           | 10        | Margherita              | Matthew Saville | Josh Thomas               | 14. října 2014      | 55 000                  |

### Třetí řada (2015)
| Č. v seriálu | Č. v řadě | Původní název        | Režie           | Scénář                               | Australská premiéra | Sledovanost v Austrálii |
| ------------ | --------- | -------------------- | --------------- | ------------------------------------ | ------------------- | ----------------------- |
| 17           | 1         | Eggplant             | Matthew Saville | Josh Thomas                          | 15. října 2015      | 129 000                 |
| 18           | 2         | Simple Carbohydrates | Matthew Saville | Josh Thomas, Thomas Ward a Liz Doran | 22. října 2015      | 156 000                 |
| 19           | 3         | Croquembouche        | Matthew Saville | Josh Thomas, Thomas Ward a Liz Doran | 29. října 2015      | 140 000                 |
| 20           | 4         | Natural Spring Water | Josh Thomas     | Josh Thomas                          | 5. listopadu 2015   | 131 000                 |
| 21           | 5         | Coq Au Vin           | Matthew Saville | Josh Thomas                          | 12. listopadu 2015  | 127 000                 |
| 22           | 6         | Pancakes with Faces  | Matthew Saville | Josh Thomas a Liz Doran              | 19. listopadu 2015  | 141 000                 |
| 23           | 7         | Puff Pastry Pizza    | Matthew Saville | Josh Thomas                          | 26. listopadu 2015  | 113 000                 |
| 24           | 8         | Amoxicillin          | Matthew Saville | Josh Thomas a Liz Doran              | 3. prosince 2015    | bude oznámeno           |
| 25           | 9         | Champagne            | Matthew Saville | Josh Thomas a Thomas Ward            | 10. prosince 2015   | bude oznámeno           |
| 26           | 10        | Christmas Trifle     | Matthew Saville | Josh Thomas a Thomas Ward            | 17. prosince 2015   | bude oznámeno           |

### Čtvrtá řada (2016)
| Č. v seriálu | Č. v řadě | Původní název | Režie           | Scénář                               | Australská premiéra | Sledovanost v Austrálii |
| ------------ | --------- | ------------- | --------------- | ------------------------------------ | ------------------- | ----------------------- |
| 27           | 1         | Babaganoush   | Josh Thomas     | Josh Thomas a Thomas Ward            | 9. listopadu 2016   | 245 000                 |
| 28           | 2         | Porridge      | Matthew Saville | Josh Thomas a Thomas Ward            | 16. listopadu 2016  | 208 000                 |
| 29           | 3         | Beluga Caviar | Josh Thomas     | Josh Thomas, Thomas Ward a Liz Doran | 23. listopadu 2016  | 214 000                 |
| 30           | 4         | Degustation   | Matthew Saville | Josh Thomas a Thomas Ward            | 30. listopadu 2016  | bude oznámeno           |
| 31           | 5         | Burrito Bowl  | Matthew Saville | Josh Thomas, Thomas Ward a Liz Doran | 7. prosince 2016    | bude oznámeno           |
| 32           | 6         | bude oznámeno | Josh Thomas     | bude oznámeno                        | 14. prosince 2016   | bude oznámeno           |